# Alle (Suïssa)
Alle és un municipi del cantó del Jura situat al districte de Porrentruy.

## Història

Foto aèria (1950)

En el marc de les excavacions arqueològiques realitzades en les obres de la Transjurane, va ser descobert un lloc del mosterià (de 120.000 a 35.000 anys abans de la nostra era). Conté desenes de milers d'objectes provinent d'un taller de talla del sílex i de la quarsita.
Algunes ossamentes i objectes trobats cap a la meitat del segle xix proven que hi va haver un assentament romà a Alle.
El nom de la localitat és citat per primera vegada l'any 797: Angelram, bisbe de Metz confirma la donació feta per Wascon, abat de Sant-Nabord, a Lorena, al comte Walmerus, confés del convent, de diferents propietats, entre altres Alle, anomenat Walo. Alle pertanyia encara al Comtat de Montbéliard i, com la majoria de les comunes veïnes, el municipi va acabar per ser la propietat dels prínceps bisbes de Bâle
El nom del poble ve del riu que la travessa: l'Allaine.
Als segles xii i xiii, la família noble d'Alle vivia en un castell fortificat. La família va desaparèixer al segle xiv, però el municipi va adoptar el seu escut. L'any 1634, els suecs van cremar el poble anant de retirada. L'any 1637, el poble és incendiat pels francesos. Una altra família de nobles s'estableix al poble: els Valoreille, que van residir a un castell que s'ha convertit en l'Hotel de la Gare.
De 1793 a 1815, Alle va pertànyer a França, al departament de Mont-Terrible, després al de l'Alt Rin. Després d'una decisió del Congrés de Viena, l'any 1815, el municipi de Alle, com tota l'Ajoie, va passar al Cantó de Berna.